# Geront
Geronter (grekiska gerontes, egentligen gamla män, de äldste) kallades medlemmar av gerusia, de gamles råd, som i åtskilliga forngrekiska stater var beteckningen på statens rådsförsamling. Redan Homeros berättar att kungen rådgör med de främsta och mest ansedda männen vilka får det hedrande namnet geronter. Dessa behövde dock inte vara av hög ålder.
Geront kallades även en klok och respekterad äldre man i Sparta. Den äldste av dessa benämndes Primo geront.